# Journal of Botany, British and Foreign
Journal of Botany, British and Foreign (abreviado J. Bot.) fue una revista mensual que se publicó desde 1863 hasta 1942, fundado por Berthold Carl Seemann quien fue el editor hasta 1871.